# Phymatostetha basiclava
Phymatostetha basiclava är en insektsart som först beskrevs av Walker 1858.  Phymatostetha basiclava ingår i släktet Phymatostetha och familjen spottstritar. Inga underarter finns listade i Catalogue of Life.